# Osmeterio

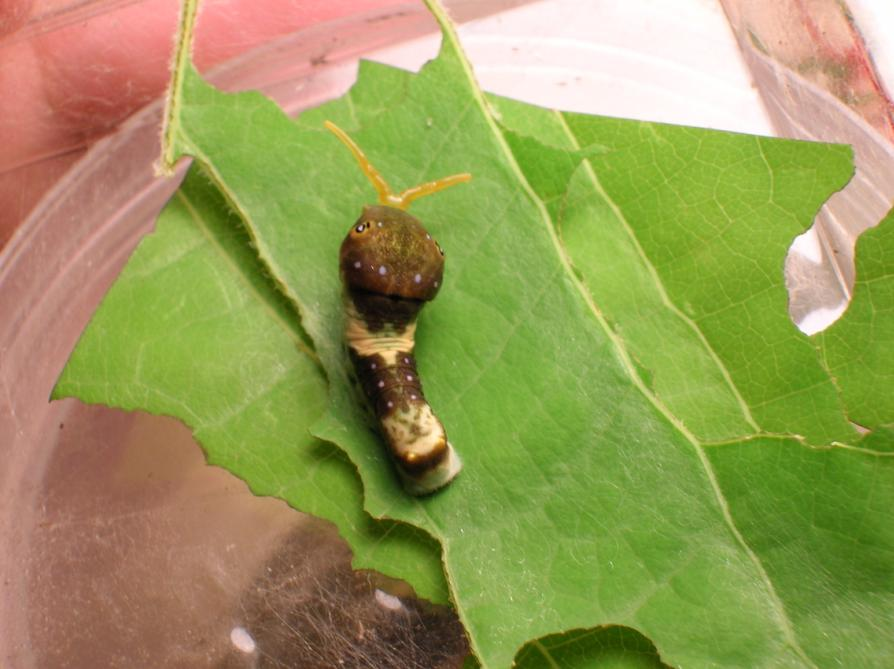
Segundo o tercer estadio de oruga de Papilio glaucus mostrando su osmeterium.

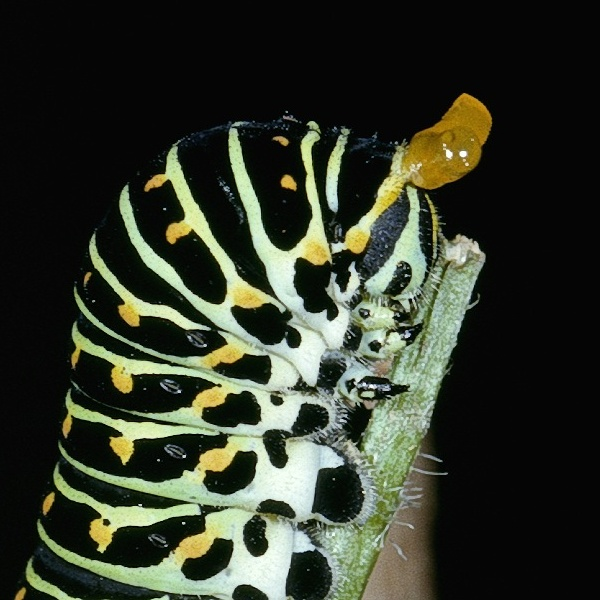
Vista de un osmeterium.

El osmeterio u osmeterium es un órgano carnoso del segmento prototoráxico de las larvas (orugas) de los lepidópteros de la familia Papilionidae. Este órgano emite compuestos olorosos. Normalmente oculto, esta estructura en horquilla puede ser evertida cuando la oruga es amenazada, y usada para emitir una secreción de olor desagradable que contiene una mezcla de ácidos orgánicos como terpenos. Estos químicos varían según las especies.
Al asemejarse a una lengua bífida, se ha sugerido que el osmeterio también puede asustar a ciertos depredadores al darle a la oruga una apariencia similar a la de una serpiente. Algunas orugas de Papilionidae tienen también ocelos en el tórax que parecen complementar dicha apariencia de serpiente.
Se ha estudiado la estructura fina de las glándulas del osmeterio de Papilio demoleus libanius encontrándose tres clases de células incluyendo células glandulares elipsoides.